# Kraljevec Šemnički
Kraljevec Šemnički – wieś w Chorwacji, w żupanii krapińsko-zagorskiej, w gminie Radoboj. W 2011 roku liczyła 117 mieszkańców.